# Comando de Base Aérea 1/XII
El Comando de Base Aérea 1/XII (Flug-Hafen-Bereichs-Kommando 1/XII) fue una unidad de la Luftwaffe durante la Segunda Guerra Mundial.

## Historia
Fue formado en octubre de 1940(?) en Metz. El 15 de junio de 1944 es reasignado al Comando de Base Aérea 12/VII.

## Comandantes
- Coronel Hans Schneider – (? – 1 de marzo de 1943)
- Mayor general Nikolaus Maier – (21 de marzo de 1943 – 15 de junio de 1944)

## Servicios
- octubre de 1940 – abril de 1944: en Metz bajo el XII Comando Administrativo Aéreo.
- abril de 1944 – junio de 1944: en Metz bajo el VII Comando Administrativo Aéreo.

## Orden de batalla

### Unidades
- Comando de Defensa de Aeródromo A 33/XII en Lachen-Speyerdorf (octubre de 1942 – abril de 1944)
- Comando de Defensa de Aeródromo A 34/XII en Metz-Frascaty (octubre de 1942 – abril de 1944)
- Comando de Defensa de Aeródromo A 35/XII(?) en Diedenhofen (octubre de 1942 – abril de 1944)
- Comando de Aeródromo A (o) 1/XII en Metz-Frescaty (abril de 1944 – junio de 1944)
- Comando de Aeródromo A (o) 2/XII en Diedenhofen (abril de 1944 – junio de 1944)
- Comando de Aeródromo A (o) 3/XII en Lachen-Speyersdorf (abril de 1944 – junio de 1944)